# Best of the Best 2
Best of the Best 2 is een Amerikaanse actiefilm uit 1993 met in de hoofdrol Phillip Rhee, Eric Roberts en Ralf Möller. Het is het vervolg op Best of the Best uit 1989 waarin Tommy Lee en Alex Grady de moord op hun vriend Travis Brickley willen wreken.

## Verhaal
Na het kampioenschap een aantal jaren eerder zijn Tommy Lee (Phillip Rhee), Alex Grady (Eric Roberts) en Travis Brickley (Chris Penn) met elkaar verdergegaan op het gebied van karate. Ze geven samen les aan jongeren, waaronder aan de zoon van Alex: Walter (Edan Gross). Alex heeft in de tussentijd een nieuwe liefde gevonden, Sue (Meg Foster), een sportverslaggeefster die het goed kan vinden met de zoon van Alex.
Travis houdt zich - zonder dat Alex en Tommy het weten - bezig met wedstrijden in het Colosseum, waarbij uitdagers het moeten opnemen tegen 'gladiatoren'. In deze arena moet een uitdager drie gladiatoren verslaan om de eigenaar van het Colosseum - Brakus (Ralf Möller) - uit te kunnen dagen. Als deze van Brakus weet te winnen, dan is het Colosseum automatisch van hem. In deze arena worden de gevechten geleid door presentator Weldon (Wayne Newton). De enige regel in het Colosseum is dat er geen regels zijn. Gevechten worden gehouden zonder een scheidsrechter, waardoor alles in het gevecht is toegestaan. Travis heeft als doel om eigenaar te worden van het Colosseum. Tijdens het eerste gevecht weet hij de gladiator - ondanks dat hij het publiek tegen heeft - te verslaan. Naderhand komt Travis in een lounge in contact met Brakus. De overwinning van Travis geeft hem genoeg zelfvertrouwen om Brakus direct uit te dagen - een uitdaging die Brakus maar graag aanneemt. Deze wedstrijd staat voor de volgende avond op het programma.
De volgende dag heeft Walter een examen voor de zwarte band. Als jongste van de vier kandidaten weet hij alles goed uit te voeren, maar het laatste onderdeel - waarbij hij een blok beton moet breken - lukt hem niet. Hierdoor behaalt Walter niet zijn begeerde zwarte band. Teleurgesteld in zichzelf neemt hij zichzelf voor om meer te gaan trainen en het de volgende keer wel te halen. In de avond zouden Travis en Walter samen gaan bowlen, maar door de wedstrijd tegen Brakus kan dit niet doorgaan. Aangezien Alex en Sue een date hebben staan, besluit Travis Walter mee te vragen naar het gevecht in het Colosseum. Voorwaarde is wel dat Walter zijn mond houdt tegen zijn vader en Tommy.
Aangekomen bij de club smokkelt Travis Walter mee naar binnen naar een locatie waar hij goed zicht heeft op het gevecht. Vanaf het begin blijkt Travis al niet sterk genoeg om het tegen Brakus op te nemen, en het duurt dan ook niet lang voordat Travis - na goedkeuring van het publiek - door Brakus wordt vermoord. Ondertussen heeft Walter alles meegekregen, en zwaar aangeslagen weet hij het Colosseum te verlaten. In paniek brengt hij Tommy en Alex op de hoogte, die een kijkje gaan nemen bij het Colosseum om te kijken waar Travis is. Hier komen ze Weldon tegen, die verklaart dat Travis levend het pand heeft verlaten. Tommy en Alex vertrouwen het niet, maar besluiten het pand te verlaten in de hoop dat Weldon de waarheid spreekt. Een dag later wordt het stoffelijk overschot van Travis in een rivier gevonden en de politie gaat uit van een ongeluk. Alex en Tommy besluiten verhaal te gaan halen bij het Colosseum, en eenmaal binnen komen ze in contact met Brakus. Tijdens het gevecht dat ontstaat weet Tommy het gezicht van de ijdele Brakus tegen een spiegel te schoppen, waardoor hij een litteken overhoudt. Tommy en Alex verlaten hierop het Colosseum, maar voor Brakus is het litteken een reden om een gevecht tegen Tommy in de arena aan te gaan.
Tijdens de uitvaartceremonie komt Dae Han (Simon Rhee) langs om Alex en Tommy te condoleren met het verlies. Hij is bereid om Alex en Tommy te helpen om de moordenaars van Travis terug te pakken. De organisatie achter het Colosseum probeert in de tussentijd Tommy te vinden. Om dit te bereiken proberen ze in eerste instantie Walter te ontvoeren, maar hij weet op een vliegbasis te ontkomen door tussenkomst van de politie. 's Avonds krijgen Tommy en Alex alsnog bezoek van deze organisatie, maar ze weten de drie mannen uit te schakelen. Omdat ze in hun eigen huis niet meer veilig zijn, besluiten ze naar de oma van Tommy te gaan die leeft op een ranch. Eenmaal aangekomen komen ze ook de oom van Tommy, James (Sonny Landham), tegen. Hij heeft al een keer eerder met Brakus te maken gehad en heeft hem overleefd. James besluit Alex en Tommy te helpen met de benodigde training om Brakus te kunnen verslaan. Een paar dagen later wordt iedereen op de ranch verrast door leden van het Colosseum. Tijdens een vuurgevecht dat volgt wordt James doodgeschoten en Tommy overgebracht naar een helikopter. Een van de leden moet Alex en de rest in het huis vermoorden, maar door heldhaftig optreden van Walter weten ze op tijd te ontsnappen voordat de hele ranch in vlammen opgaat.
Tommy wordt vervolgens overgebracht naar een locatie waar hij in contact komt met Brakus. In de veronderstelling dat Alex en Walter zijn omgekomen besluit Tommy de laatste trainingen af te ronden. Uiteindelijk zal hij het in de arena tegen drie gladiatoren moeten opnemen alvorens hij het gevecht aan kan gaan met Brakus. De eerste drie wedstrijden tegen The Hammer, Stavros en Khan  weet Tommy zonder al te veel moeite te winnen. Na het verslaan van de laatste gladiator daagt Tommy Brakus uit voor een gevecht, die de volgende avond zal gaan plaatsvinden.
De volgende dag komen Alex en Walter aan bij Sue, waar Walther in de tussentijd zal gaan verblijven. Alex besluit naar het Colosseum te gaan en vecht zich een weg naar binnen. Hier komt hij - volgens afspraak - Dae Han tegen, en ze vechten zich samen een weg door het Colosseum om Tommy te helpen. Ondertussen is het gevecht van Tommy en Brakus gaande. Op het moment dat Brakus een poging doet om Tommy zijn nek te breken, hoort hij Alex. Dit geeft Tommy de kracht om Brakus naar de grond te halen. Tommy geeft Brakus een keuze om te blijven liggen en zijn verlies te accepteren, maar op het moment dat Tommy zijn rug omdraait valt Brakus hem van achter aan. Gesterkt door de gebeurtenissen rond Travis en wat er in de tussentijd is gebeurd weet Tommy op spectaculaire wijze de nek van Brakus te breken. Hierop roept Weldon Tommy uit tot winnaar en nieuwe eigenaar van het Colosseum. Wanneer Weldon vraagt of Tommy iets tegen zijn publiek wil zeggen, zegt hij dat het Colosseum vanaf nu gesloten is.

## Rolverdeling
| Acteur        | Personage       |
| ------------- | --------------- |
| Eric Roberts  | Alex Grady      |
| Phillip Rhee  | Tommy Lee       |
| Chris Penn    | Travis Brickley |
| Edan Gross    | Walter Grady    |
| Ralf Möller   | Brakus          |
| Meg Foster    | Sue             |
| Sonny Landham | James           |
| Wayne Newton  | Weldon          |
| Simon Rhee    | Dae Han         |